# Aleksandr Broechankov
Aleksandr Aleksandrovitsj Broechankov (Russisch: Александр Александрович Брюханков)  (Rybinsk, 12 april 1987) is een Russisch triatleet. Hij nam eenmaal deel aan de Olympische Spelen, maar won hierbij geen medaille.
In 2006 behaalde hij een tweede plaats tijdens het wereldkampioenschap triatlon voor junioren in Lausanne met een tijd van 59.16. Op de Olympische Spelen van 2008 in Peking werd hij 24e in 1:51.22,59. Een jaar later won hij op de Europese kampioenschappen olympische afstand in Holten een zilveren medaille. Met een tijd van 1:44.49 eindigde hij 34 seconden achter de Spaanse winnaar Javier Gomez.

## Palmares

### triatlon
- 2005: 24e WK sprint afstand in Gamagōri – 59.16
- 2006:  WK junioren in Lausanne – 59.16
- 2008: 17e EK olympische afstand in Lissabon – 1:55.49
- 2008: 24e Olympische Spelen in Peking – 1:51.22,59
- 2009:  ITU wereldbekerwedstrijd in Hamburg – 1:44.16
- 2009: 7e ITU wereldbekerwedstrijd in Tongyeong – 1:50.46
- 2009: 6e ITU wereldbekerwedstrijd in Madrid – 1:52.44
- 2009: 16e ITU wereldbekerwedstrijd in Londen – 1:42.58
- 2009: 10e ITU wereldbekerwedstrijd in Gold Coast – 1:45.38
- 2009:  EK olympische afstand in Holten – 1:44.49
- 2009:  EK U32 in Tarzo Revine – 1:50.08
- 2010: 7e EK olympische afstand in Athlone – 1:45.49
- 2011: 5e WK sprintafstand in Lausanne – 52.42
- 2011: 14e ITU wereldbekerwedstrijd in Sydney – 1:51.32
- 2011: 4e ITU wereldbekerwedstrijd in Madrid – 1:52.02
- 2011:  ITU wereldbekerwedstrijd in Kitzbühel
- 2011:  ITU wereldbekerwedstrijd in Londen – 1:50.34
- 2011: 5e WK olympische afstand – 3208 p
- 2012:  ITU wereldbekerwedstrijd in Madrid – 1:52.30
- 2012: 7e WK olympische afstand – 3285 p
- 2012: 7e OS – 1:47.35
- 2013: 48e WK olympische afstand – 649 p
- 2014: 27e WK sprint afstand in Hamburg – 53.08
- 2014: 27e WK olympische afstand – 1139 p
- 2015: 14e ITU wereldbekerwedstrijd in Kaapstad – 1:40.56
- 2015: 7e Europese Spelen – 1:49.42
- 2015: 18e WK olympische afstand – 1599 p
- 2016: 54e WK olympische afstand – 268 p